# WNBA All-Star Game 2009
Das 9. All-Star Game der WNBA fand am 25. Juli 2009 in der Mohegan Sun Arena in Montville, Connecticut statt. Die Ligaführung vergab am 3. Februar das Spiel an die Connecticut Sun, die bereits 2005 Gastgeber waren. Wie in den vergangenen Jahren trat dabei eine Auswahl der besten Spieler der Eastern Conference gegen eine Mannschaft der Western Conference an. Im Rahmen der Veranstaltung gab es an den Tagen zuvor mehrere Wettbewerbe und offizielle Termine.
An der Veranstaltung nahmen die besten Spielerinnen der WNBA teil. In einer weltweiten Abstimmung über das Internet wurden die Startformationen der Western Conference und der Eastern Conference bestimmt, während die restlichen Plätze im Kader von den Trainern innerhalb der Conference vergeben wurden. Die Trainer mussten jeweils für sechs Spielerinnen entscheiden, wobei darunter mindestens zwei Guards, zwei Forwards und ein Center befinden mussten. Außerdem durften die Cheftrainer nicht für eine Spielerin von deren Mannschaft wählen.

## Mannschaften
Die Spielerinnen der Startformationen, der Eastern Conference und der Western Conference konnten im Internet auf der offiziellen Webseite der WNBA oder via SMS mit dem Mobiltelefon gewählt werden. Dabei konnte jeder Fan beliebig oft abstimmen. Am 14. Juli 2009 wurde die Startformation beider Mannschaften bekannt gegeben. Die Fans wählten mit Sue Bird, Swin Cash und Lauren Jackson gleich drei Spielerinnen der Seattle Storm in die Startformation der Western Conference Mannschaft. Mit Candice Dupree, Sylvia Fowles und Jia Perkins, wobei nur die ersten beiden den Sprung in die Startformation schafften, befanden sich in der Eastern Conference Mannschaft gleich drei Spielerinnen von den Chicago Sky.
| Pos.               | Spielerin        | Mannschaft               | Teilnahme #    |                |
| Startformation     | Startformation   | Startformation           | Startformation | Startformation |
| ------------------ | ---------------- | ------------------------ | -------------- | -------------- |
| PG                 | Sue Bird         | Seattle Storm            | 7.             |                |
| SG                 | Becky Hammon     | San Antonio Silver Stars | 6.             |                |
| SF                 | Swin Cash        | Seattle Storm            | 4.             |                |
| PF                 | Lauren Jackson   | Seattle Storm            | 7.             |                |
| C                  | Lisa Leslie 1    | Los Angeles Sparks       | 9.             |                |
| Ersatzspielerinnen |                  |                          |                |                |
| G                  | Diana Taurasi    | Phoenix Mercury          | 5.             |                |
| G                  | Cappie Pondexter | Phoenix Mercury          | 3.             |                |
| F                  | Charde Houston   | Minnesota Lynx           | 1.             |                |
| F                  | Nicole Powell 1  | Sacramento Monarchs      | 1.             |                |
| F                  | Tina Thompson 1  | Los Angeles Sparks       | 9.             |                |
| F                  | Sophia Young     | San Antonio Silver Stars | 3.             |                |
| C                  | Nicky Anosike    | Minnesota Lynx           | 1.             |                |

| Pos.               | Player           | Team               | Teilnahme #    |                |
| Startformation     | Startformation   | Startformation     | Startformation | Startformation |
| ------------------ | ---------------- | ------------------ | -------------- | -------------- |
| PG                 | Alana Beard      | Washington Mystics | 4.             |                |
| SG                 | Katie Douglas    | Indiana Fever      | 3.             |                |
| SF                 | Tamika Catchings | Indiana Fever      | 7.             |                |
| PF                 | Candice Dupree   | Chicago Sky        | 3.             |                |
| C                  | Sylvia Fowles    | Chicago Sky        | 1.             |                |
| Ersatzspielerinnen |                  |                    |                |                |
| G                  | Jia Perkins      | Chicago Sky        | 1.             |                |
| G                  | Katie Smith      | Detroit Shock      | 8.             |                |
| F                  | Shameka Christon | New York Liberty   | 1.             |                |
| F                  | Asjha Jones      | Connecticut Sun    | 2.             |                |
| F                  | Sancho Lyttle    | Atlanta Dream      | 1.             |                |
| C                  | Érika de Souza   | Atlanta Dream      | 1.             |                |

C= Center; PF = Power Forward; SF = Small Forward; SG = Shooting Guard; PG = Point Guard; F = Forward; G = Guard;

## Three-Point Shootout
Beim Three-Point Shootout traten die besten sechs Werferinnen der beiden All-Star Mannschaften gegeneinander an. Jede Spielerin hat fünf mal fünf Bälle zur Verfügung, die an fünf verschiedenen Positionen um die 3-Punktelinie herum verteilt sind. Der jeweils letzte Ball einer 5er Serie ist der so genannte Moneyball, der, wenn verwandelt, zwei Punkte wert ist. Alle anderen verwandelten Bälle zählen einen Punkt. Der Zeitansatz um die 25 Bälle jeweils nur einmal zu werfen, beträgt 60 Sekunden. Die Siegerist ist, die nach einer Ausscheidungsrunde im Finale die meisten Punkte erwirft.
Diesen Wettbewerb dominierte Becky Hammon, die sowohl die Ausscheidungsrunde mit 14 Punkten als auch das Finale mit 16 Punkten klar für sich entscheiden konnte.
| #  | Spielerin        | Mannschaft               | 1. Durchlauf (Punkte) | 2. Durchlauf (Punkte) |
| -- | ---------------- | ------------------------ | --------------------- | --------------------- |
| 1. | Becky Hammon     | San Antonio Silver Stars | 14/30                 | 16/30                 |
| 2. | Sue Bird         | Seattle Storm            | 11/30                 | 12/30                 |
| 3. | Katie Smith      | Detroit Shock            | 12/30                 | 12/30                 |
| 4. | Shameka Christon | New York Liberty         | 10/30                 | nicht qualifiziert    |
| 5. | Katie Douglas    | Indiana Fever            | 9/30                  | nicht qualifiziert    |
| 6. | Diana Taurasi    | Phoenix Mercury          | 9/30                  | nicht qualifiziert    |

## Skills Challenge
Beim Skills Challenge traten jeweils zwei Mannschaften von jeder Conference an. Dieser Wettbewerb besteht aus mehreren Aufgaben wie Freiwürfe, Lay-Up, Passen, Dribblings usw. Die Mannschaft die alle Aufgaben am schnellsten absolviert gewinnt diesen Wettbewerb. Die Mannschaft West 1 bestehend aus Cappie Pondexter, Sophia Young und Charde Houston eröffnete die Skills Challenge und beendete den Parkour in 34,8 Sekunden. Diese Zeit konnte keine der darauffolgenden Mannschaften mehr unterbieten.
| Team   | Spielerin        | Mannschaft               | Zeit            |
| ------ | ---------------- | ------------------------ | --------------- |
| West 1 | Cappie Pondexter | Phoenix Mercury          | 34,8            |
| West 1 | Sophia Young     | San Antonio Silver Stars | 34,8            |
| West 1 | Charde Houston   | Minnesota Lynx           | 34,8            |
| East 1 | Jia Perkins      | Chicago Sky              | 35,4            |
| East 1 | Tamika Catchings | Indiana Fever            | 35,4            |
| East 1 | Sancho Lyttle    | Atlanta Dream            | 35,4            |
| West 2 | Swin Cash        | Seattle Storm            | 43,0            |
| West 2 | Nicole Powell    | Sacramento Monarchs      | 43,0            |
| West 2 | Nicky Anosike    | Minnesota Lynx           | 43,0            |
| East 2 | Alana Beard      | Washington Mystics       | disqualifiziert |
| East 2 | Asjha Jones      | Connecticut Sun          | disqualifiziert |
| East 2 | Sylvia Fowles    | Chicago Sky              | disqualifiziert |

## All-Star Game
Die Eastern Conference konnten ihre Erfolge aus den letzten beiden Begegnungen nicht wiederholen und verloren das neunte All-Star Game mit 118:130. Das Spiel war über weite Strecken ausgeglichen, zwar konnte sich der Westen als auch der Osten in den ersten drei Vierteln immer wieder kurz absetzen, jedoch schaffte es keines der beiden Teams diesen Vorsprung zu halten bzw. weiter auszubauen. Die Entscheidung fiel somit im punktereichsten All-Star Game der WNBA-Geschichte erst im letzten Viertel. Im vierten Viertel konnte der Westen schnell seinen Vorsprung auf zehn Punkte ausbauen. Im weiteren Verlauf kam der Osten zwar wieder auf fünf Punkte heran, doch Nicole Powell brachte mit zwei 3-Punkte-Würfen im vierten Viertel den Westen klar in Führung. Der Osten schaffte es danach nicht mehr, näher als sieben Punkte an den Westen heranzukommen und verlor somit bereits das siebte von neun All-Star Games.
Swin Cash erhielt nach dem Spiel die Auszeichnung als wertvollste Spielerin des All-Star Game, die sie sich durch 22 Punkte, 6 Rebounds und 4 Assists verdient hatte. Des Weiteren stellte sie mit zehn verwandelten Würfen einen neuen All-Star Game Rekord auf.
| 25. Juli 2009 | Zusammenfassung | Western Conference 130, Eastern Conference 118                                                                              | Western Conference 130, Eastern Conference 118 | Western Conference 130, Eastern Conference 118                                                          | Mohegan Sun Arena, Montville Zuschauer: 9.518 Schiedsrichter: * #42 Gulbeyan - #44 Grinter - #53 Gulbeyan |
| 25. Juli 2009 | Zusammenfassung | Punkte pro Viertel: 25-27, 38-33, 36-33, 31-25                                                                              |                                                | | Mohegan Sun Arena, Montville Zuschauer: 9.518 Schiedsrichter: * #42 Gulbeyan - #44 Grinter - #53 Gulbeyan |
| 25. Juli 2009 | Zusammenfassung | Punkte: Cash 22, Powell 21 Rebounds: Pondexter 9, Young 7 Assists: Bird 10 Steals: Anosike, Houston 3 Turnover: Pondexter 5 |                                                | Punkte: Fowles 17 Rebounds: Desouza 9, Lyttle 8 Assists: Jones 6 Steals: Perkins 4 Turnover: Christon 4 | Mohegan Sun Arena, Montville Zuschauer: 9.518 Schiedsrichter: * #42 Gulbeyan - #44 Grinter - #53 Gulbeyan |
| 25. Juli 2009 | Zusammenfassung | |                                                | | Mohegan Sun Arena, Montville Zuschauer: 9.518 Schiedsrichter: * #42 Gulbeyan - #44 Grinter - #53 Gulbeyan |